# Cecilia Pando
María Cecilia Pando (Buenos Aires, 9 de septiembre de 1967) es una activista defensora del terrorismo de Estado argentina. Es esposa del mayor retirado Pedro Rafael Mercado (n. 1966), y presidenta del grupo político AFyAPPA (Asociación de Familiares y Amigos de los Presos Políticos de la Argentina), una asociación que considera «presos políticos» a los militares y personal de las fuerzas de seguridad procesados por la justicia civil por su participación en la represión y el terrorismo de Estado ejercido durante la última dictadura cívico-militar argentina (1976—1983), la cual fue responsable de la desaparición forzada, asesinatos, secuestros, torturas, abusos sexuales y violaciones, robos y apropiación de menores que afectaron a miles de personas.

## Actividad pública
Pando se hizo conocida en Argentina por defender al obispo castrense Antonio Baseotto (1932-), en una carta enviada al diario La Nación. Encabezó grupos de oración en apoyo del sacerdote César Grassi. condenado por la Justicia argentina a 15 años de cárcel por abuso sexual infantil y corrupción de menores.
Se lo conocía por ser un cura mediático que solía aparecer mucho en programas de televisión para recaudar fondos para la Fundación.
La primera causa por abusos sexuales fue presentada en 1991 en el Juzgado de Menores de Mercedes, pero recién después de 22 años, luego de muchas idas y venidas con el sacerdote libre, la fiscalía decidió su detención.
Las amenazas, intimidaciones, golpes y agresiones físicas y verbales tanto contra los denunciantes como contra los testigos.
Durante el gobierno del presidente Néstor Kirchner apoyó al capellan Baseotto, luego de que este le enviara una carta amenazando de muerte al ministro de Salud Ginés González García en la que decía:

«el que escandaliza a los pequeños merece que le cuelguen una piedra de molino al cuello y lo tiren al mar».
Antonio Baseotto, 17 de febrero de 2005

En 2007 se hizo conocida cuando amenazó de muerte a los miembros de un tribunal que juzgaba en Corrientes a cinco ex efectivos del Regimiento 9 de Infantería por delitos de lesa humanidad, tras insultar a los jueces se pasó la mano por el cuello en un claro gesto de "degüello", mirando a los jueces.
Pedro Mercado, esposo de Pando, trabajó en Scanner SA. La empresa fundada por el coronel  Héctor Schwab ―detenido en 2003 por orden del juez español Baltasar Garzón, le dio cobijo, y apeló a sus contactos para encontrarle lugar a Pando en uno de los colegios de la organización católica conservadora Fasta (Fraternidad de Agrupaciones Santo Tomás de Aquino). ―la agrupación que Pando integra―, Karina Mujica, también fue asiduamente exhibida en los medios, haciendo una encendida defensa de los intereses de militares, exmilitares e integrantes de las fuerzas de seguridad. Cabe destacar que esta exhibición se discontinuó cuando ―en el marco de una investigación periodística―, Karina Mujica cayó en desgracia cuando salió a la luz su trabajo como «acompañante vip» (‘prostituta’), una tarea incompatible con el discurso «tradición-familia-propiedad» que promulgan las organizaciones avaladas por el todavía obispo castrense, Antonio Baseotto.
En este contexto, Karina Mujica presentó su renuncia por carta a las actividades que desempeñara, desapareciendo de la escena pública. Inquirida Cecilia Pando por la prensa acerca de las actividades de su compañera de militancia, manifestó una gran desilusión en caso de que lo expuesto por los medios fuera efectivamente cierto.
La organización que nuclea a Pando y Mujica recibe dineros de los exmilitares que están acusados de genocidio.
Cecilia Pando fue candidata a diputada nacional junto con la sobrina del expresidente Carlos Saúl Menem, obteniendo poco más del 3 % de los votos. Durante los procesos judiciales contra los represores, Cecilia Pando apareció en las audiencias del juicio a Christian Von Wernich ―el capellán de Ramón Camps―, y Pando tuvo un primer acceso de gritos hasta que le prohibieron entrar.
En marzo de 2006 interrumpió el discurso del presidente Néstor Kirchner por el Día de la Mujer, dos días más tarde sería arrestada junto a su esposo Rafael Mercado, cuando amenazaron a un funcionario al grito de "te voy a matar con mis propias manos".Los incidentes fueron controlados por los efectivos de Gendarmería Nacional. Dos meses después fue partícipe en una marcha para apoyar el juramento como diputado nacional de Luis Patti, quien en 2011 fue condenado por delitos de lesa humanidad que cometió durante la dictadura cívico-militar (1976-1983). El 24 de mayo de 2006 fue una de las coordinadoras de un acto realizado en la plaza San Martín. Días después, en un acto por el Día del Ejército, volvió a interrumpir un discurso de Kirchner cuando este decía «no tenerle miedo» a las Fuerzas Armadas. Ese mismo año su esposo Rafael Mercado fue condenado por malversación.
En junio de 2006, Cecilia Pando ―tras la condena a un grupo de represores en Corrientes― amenazó de muerte e hizo un gesto de «degüello» al secretario de Derechos Humanos, Eduardo Luis Duhalde.
Organizó un grupo llamado Memoria Completa ―cuya directora hasta 2007 fue Karina Mujica―, cuyo lema es: «El fascismo es libertad». En 2008 comenzó a ser investigada por una serie de sociedades constituidas junto a su marido, el militar condenado Rafael Mercadoc y cuatro hijos del militar Miguel Save, ya fallecido, que buscaron legalizar el dinero robado al desaparecido Alberto Mechoso Méndez. La justicia determinó que se habían formado una serie de sociedades fantasmas a través de paraísos fiscales para lavar dinero robado a militantes asesinados durante la dictadura militar.
El 6 de agosto de 2008 ―durante la primera condena en un juicio en la provincia de Corrientes contra exmilitares por violaciones a los derechos humanos, en una causa por la represión ilegal en el Regimiento de Infantería 9― amenazó de muerte al secretario de Derechos Humanos de la Nación, Eduardo Luis Duhalde (1939-2012), insultó a gritos a los jueces durante una de las condenas y produjo incidentes. A mediados de 2009, con un video como prueba, la abogada Miriam Pisoni denunció a Pando por apología del delito, actitudes intimidatorias y daño agravado. Ese mismo año amenazó con matar a dos fiscales que llevaban a cabo juicios por delitos de lesa humanidad.
En 2010, organismos de Derechos Humanos de la ciudad de Córdoba le promovieron una denuncia «por los delitos de amenazas, intimidación pública e incitación a la violencia».
En marzo de 2010, la Sala I de la Cámara Nacional en lo Criminal revocó el sobreseimiento de la defensora de la dictadura en una causa donde había sido denunciada por "apología del delito" por Carlos Pisoni, director de Derechos Humanos de la Legislatura porteña. Un año más tarde esa misma sala confirmó su fallo, adverso a Cecilia Pando.
El 7 de marzo de 2013, el Juzgado n.º 13 de la Ciudad de Buenos Aires condenó a Cecilia Pando a cinco meses de prisión en suspenso y a 30 horas mensuales de trabajo comunitario por el delito de daño agravado, ya que el 4 de marzo de 2008, durante una manifestación en Plaza de Mayo, manchó con pintura negra los dibujos de los pañuelos blancos de las Madres de Plaza de Mayo. En el marco de la condena, el tribunal también dispuso que Pando deberá presentarse por dos años ante el Patronato de Liberados.
El 15 de abril de 2010, Cecilia Pando intentó ingresar por la fuerza al Tribunal Oral Federal n.º 1 de la ciudad de Rosario (provincia de Santa Fe) cuando se leían los fallos contra varios represores de la dictadura, por lo que fue llevada detenida a un patrullero, que la escoltó hasta la salida hacia la autopista a Buenos Aires. En 2012 sería condenada nuevamente meses después afrontaría una nueva condena a cinco meses de prisión
En 2013 inició un juicio contra la revista Barcelona (Buenos Aires) por una tapa titulada «Las chicas quieren guerra antisubversiva», con un fotomontaje que mostraba a Cecilia Pando al estilo bondage. Los días previos a la salida de ese número, Pando se había encadenado al Edificio Libertador para reclamar por la liberación de militares procesados o juzgados por delitos de lesa humanidad cometidos durante la última dictadura cívico-militar. Su abogada es Mollano del Plá ―casada con Carlos Esteban Plá (n. 1943), un expolicía condenado en 2009 por delitos de lesa humanidad que cometió en la provincia de San Luis: la tortura y asesinato de tres jóvenes―.
En la actualidad participa de diferentes marchas políticas. En febrero de 2021, Pando se unió al Partido NOS.
En 2023 Pando salió en las redes sociales en un video en el cual se manifiesta públicamente apoyando al candidato a presidente Javier Milei para el balotaje del 19 de noviembre, y al mismo tiempo le exigió a Milei que cuando sea presidente libere a todos los militares encarcelados por crímenes de lesa humanidad y anule las leyes que juzgan los crímenes del terrorismo de Estado durante la última dictadura cívico-militar. En 2024 sería invitada a casa de gobierno por la entonces vicepresidente Villarruel para discutir un proyecto de liberación de criminales condenados por delitos dw lesa humanidad.